# Viljo Anslan
Viljo Anslan (* 6. April 1937 in Tallinn; † 28. Oktober 2017 ebenda) war ein estnischer Seemann und Schriftsteller.

## Leben
Anslan ging bis 1954 in Tallinn zur Schule und absolvierte eine Funkerausbildung bei der Luftwaffe der Sowjetarmee in Odessa. Ab 1954 fuhr er zur See, später machte er noch eine Ausbildung zum Bootsmann und arbeitete in dieser Funktion bis 1986 im estnischen Fischereiwesen. Nach einem Intermezzo als Berufsschullehrer in Tallinn fuhr er Anfang der 1990er Jahre erneut zur See und widmete sich danach vornehmlich dem Schreiben.
Anslan war seit 1995 Mitglied des Estnischen Schriftstellerverbands.

## Werk
Anslans Reisereportagen, die er später zu Erzählungen und Romanen ausbreitete, erschienen seit den frühen 1960er Jahren in Zeitschriften. Aus ihnen stellte er 1970 auch sein Debüt zusammen, dem er zahlreiche Romane folgen ließ. Sie beschreiben anfänglich nahezu ausschließlich die Seefahrt und das Leben der Seeleute und lassen in ihren faktenreichen Darstellungen des Seemannsalltags „eine untergegangene Welt“ entstehen, wie es auch die Welten von „Herman Melville oder Joseph Conrad“ waren. Manche seiner Bücher, die gelegentlich auch mit der Seefahrt verbundene Kriminalität behandeln, sind in die Nähe eines Naturalismus von Ernst Peterson-Särgava, Jaan Oks oder August Jakobson gerückt worden.

## Bibliografie
- Lugusid meremehe märkmikust ('Geschichten aus dem Notizbuch eines Seemanns'). Tallinn: Eesti Raamat 1970. 76 S.
- Konterbant ('Schmuggelware'). Tallinn: Eesti Raamat 1990. 157 S.
- Triibulised kotkad ('Gestreifte Adler'). Haapsalu: s.n. 1993. 173 S.
- Aususe võlu ('Zauber der Ehrlichkeit'). Tallinn: Ühiselu 1993. 399 S.
- Siniste põldude orjad ('Sklaven der blauen Felder'). Tallinn: s.n. 1995. 252 S.
- Meri ja kallas ('Meer und Ufer'). Tallinn: s.n. 1996. 479 S.
- Auk raudses eesriides ('Das Loch im Eisernen Vorhang'). Paide: Valmar 1996. 286 S.
- Aastase reisi jälgedes ('Auf den Spuren einer einjährigen Reise'). Tallinn: Ingri 1997. 288 S.
- Aadlimäng ehk Pootsman Evert Vene laevaga Euroopas ('Das Adelsspiel oder Bootsmann Evert mit einem russischen Schiff in Europa'). Tallinn: Eesti Raamat 2006. 339 S.
- Salaküti õpilane ('Der Schüler des Wilderers'). Tallinn: s.n. 2007. 405 S.
- Raadiosignaal 0001. Reamees Kandimaa mina-ambitsioonid seestpoolt ja kõrvaltvaates (dokumentaal 1954–1960) ('Funksignal 0001. Die Ambitionen des Gefreiten Kandimaa von innen und außen betrachtet. Dokumentation'). Tallinn: s.n. 2008. 172 S.
- Kolmekesi piiririigist ('Zu dritt aus dem Grenzland'). Tallinn: s.n. 2008. 510 S.
- Atlandi võlg ('Die Schuld des Atlantiks'). Tallinn: s.n. 2009. 252 S.
- Noos ('Beute'). Kõmmaste (Harjumaa): s.n. 2010. 311 S.
- Liigsete Meka ('Mekka der Überflüssigen'). Tallinn: s.n. 2011. 207 S.